# Anibare (zaljev)
Zaljev Anibare je veliki zaljev koji se nalazi u distriktu Anibare u istočnom dijelu otoka Nauru.
Jedini zaljev otoka Nauru dom je istoimenoj plaži, najljepšoj plaži u Nauruu, te je popularna turistička destinacija. Plaža je prekrivena bijelim koraljnim pijeskom. Dva rta, koja oblikuju krajeve ove više od 2 km duge plaže, pripadaju okrugu Ijuw na sjeveru te, prema jugu, okrugu Meneng.
Zaljev Anibare najbolje je mjesto na otoku za surfanje ili plivanje, iako je ovo donekle riskantno zbog opasnih morskih struja. Zaljev je, uz iznimku Buada lagune, koja se nalazi u unutrašnjosti otoka, jedina veća atrakcija otoka. Menen Hotel, koji se nalazi u blizini, jedini je hotel na otoku. Godine 2000. u zaljevu je osnovana luka, "Luka Anibare", koja bi promovirala ribarstvo.